# Adolf Drechsler
Hermann Adolf Drechsler (* 30. Januar 1815 in Waldkirchen im Erzgebirge; † 29. August 1888 in Dresden) war ein deutscher Astronom, Meteorologe und Philosoph.

## Leben
Hermann Adolf Drechsler besuchte ab 1825 die Stadtschule in Sayda, ab 1829 das Gymnasium in Bautzen und ab 1832 die Kreuzschule in Dresden, bevor er 1836 die Universität Leipzig zum Studium der Theologie und Philosophie bezog. Dort legte er 1840 das theologische Examen ab und erlangte 1843 den Doktorgrad der philosophischen Fakultät. Im folgenden Jahr wandte er sich an die Universität Basel zum Studium der Philosophie und Naturwissenschaften und wirkte dort nach seiner Habilitation von 1846 bis 1848 als Privatdozent für Mathematik und Philosophie. 1848 kehrte er nach Dresden zurück und war dort bis 1853 Lehrer für Mathematik und Physik an der mit dem Vitzthum-Gymnasium verbundenen Blochmannschen Erziehungsanstalt. Ab 1853 war er als Privatlehrer in Dresden tätig, unter anderem an der Handels-Schule, bis er 1869 zum Direktor des mathematisch-physikalischen Salons in den Staatsdienst berufen wurde. Diese Stelle hatte er bis zu seinem Tod inne. 1878 wurde er zum Hofrat ernannt.
Adolf Drechsler war Mitglied zahlreicher Vereine und Gelehrtengesellschaften: seit 1854 des Vereins zur Beförderung der Naturkunde „ISIS“ zu Dresden, bei dem er von 1855 bis 1865 Sekretär und Mitvorsitzender der mathematisch-physikalischen Sektion war. Daneben war er Mitglied der Société Impériale des Naturalistes de Moscou, der kaiserlich-königlichen geologischen Reichsanstalt in Wien, der Société linnéenne de Lyon, der Naturforschenden Gesellschaft zu Emden, der Historischen Gesellschaft zu Basel, der Gesellschaft für Natur- und Heilkunde zu Dresden, der ISIS zu Bautzen und einiger mehr. Am 1. März 1863 wurde er mit dem Beinamen Bradley in die Deutsche Akademie der Naturforscher Leopoldina aufgenommen. In Dresden war er Mitglied der Freimaurerloge Zum goldenen Apfel.
Drechsler heiratete 1854 Marie von Otto, mit der er zusammen eine Tochter hatte.

## Werke (Auswahl)
- Der Selbstmord, betrachtet im Verhältniß zum allgemeinen sittlichen Wesen des Geistes. Felix Schneider, Basel 1848, urn:nbn:de:bvb:12-bsb10482640-9.
- Astronomische Vorträge in allgemein verständlicher Form gehalten zu Dresden im Winter 1854/55. Nebst lithographirten Steintafeln. In Commission bei F. C. Janssen, Dresden 1855, urn:nbn:de:bvb:12-bsb10060913-3.
- Astrologische Vorträge, zur Einführung in „das Verständniß des Systems und der Geschichte der Astrologie“ gehalten zu Dresden im Winter 1854/55. Mit in den Text gedruckten Holzschnitten. In Commission bei F. C. Janssen, Dresden 1855, doi:10.3931/e-rara-44397, urn:nbn:de:bvb:12-bsb10132571-6.
- Die Persönlichkeit Gottes und des Menschen begrifflich bestimmt und als nothwendige Annahme dargethan. Ein Beitrag zur Orientirung im Streite der Spiritualisten und Materialisten. In Commission bei F. C. Janssen, Dresden 1856, urn:nbn:de:bvb:12-bsb10043055-7.
- Die Sonnen- und Mondfinsternisse in ihrem Verlaufe oder Anleitung, wie diese durch Rechnung oder Zeichnung zu ermitteln sind. Allgemein fasslich dargestellt und durch Beispiele erläutert. Mit 9 Tabellen, 6 Steintafeln und in den text eingedruckten Holzschnitten. Verlagsbuchhandlung von Rudolf Kuntze, Dresden 1858, urn:nbn:de:bvb:12-bsb10060470-6.
- Charakteristik der philosophischen Systeme seit Kant. Vorträge gehalten zu Dresden. Verlagsbuchhandlung von Rudolf Kuntze, Dresden 1863, urn:nbn:de:bvb:12-bsb10045629-8.
- Der Arabische Himmels-Globus angefertigt 1279 zu Maragha von Muhammed bin Muwajid Elardhi zugehörig dem Königl. mathematisch-physikalischen Salon zu Dresden. Veröffentlicht in acht lithographischen Tafeln mit Erläuterungen. Königl. Hofbuchhandlung von Hermann Berdach, Dresden 1873, urn:nbn:de:bvb:12-bsb11156580-1.